# باشگاه فوتبال همل همپستید تاون
باشگاه فوتبال همل همپستید تاون (به انگلیسی: Hemel Hempstead Town Football Club) یک باشگاه فوتبال در شهر همل همپستید، کشور انگلستان است که در سال ۱۸۸۵ میلادی تأسیس شده‌است.